# Corrosion of Conformity
I Corrosion of Conformity (conosciuti anche con l'acronimo C.O.C.) sono un gruppo crossover punk metal statunitense formato nella Carolina del Nord nel 1983. Sono considerati fra i padri fondatori del crossover thrash, ibrido tra hardcore punk e thrash metal. Mentre le tematiche espresse dai testi dei C.O.C. sono rimaste pressoché inalterate nel corso degli anni (protesta sociale, consapevolezza politica, individualismo, rifiuto della guerra e critica al capitalismo come modello economico), dal punto di vista musicale il passaggio dal brutale crossover thrash dei primi due lavori ad un suono più tecnico e influenzato dal classico thrash metal avvenne nella seconda metà degli anni ottanta ed è testimoniato dall'EP Technocracy. Da Deliverance del 1994, la band diede una netta svolta al proprio stile e si spostò verso un sound di sapore più marcatamente sludge metal.

## Storia

### Origini (1983-1987)
Il gruppo si formò a Raleigh nella Carolina del Nord grazie a Mike Dean (basso/voce), Woody Weatherman (chitarra) e Reed Mullin (batteria) nel 1983. Il loro primo album studio, Eye for an Eye, orientato verso l'hardcore punk fu pubblicato nel 1983 da Caroline Records, per poi essere ripubblicato nel 1990. Poco dopo il cantante originario Eycke lasciò la band e i C.O.C. non lo sostituirono, e Dean e Mullin si alternarono alla voce nel successivo Animosity. L'album presentò maggiori influenze thrash metal rispetto al suo predecessore, oltre ad una produzione più accurata; tuttavia, i testi mantennero la loro aggressività politica. Nel 1987 i COC ingaggiarono Simon Bob Sinister degli Ugly Americans alla voce. Il primo album con il nuovo vocalist, l'EP Technocracy, uscì nel 1987 su Combat Records.

### L'abbandono di Dean, la pausa eBlind(1987-1992)
Mike Dean abbandonò la band nel 1987 e Simon Bob Sinister fece lo stesso poco dopo, lasciando il gruppo in una situazione molto instabile che sarebbe durata per un paio di anni. I componenti rimasti si misero alla ricerca di un nuovo cantante. In questo periodo la Caroline Records pubblicò alcune vecchie tracce della band con Mike Dean nell'EP Six Songs With Mike Singing.
Dopo una lunga ricerca si trovò finalmente una formazione stabile: Karl Agell alla voce, Phil Swisher al basso e Pepper Keenan alla seconda chitarra. Dopo questi innesti, la band si orientò definitivamente verso il metal, come è testimoniato dall'album del 1991 Blind, definito come "uno dei più importanti album heavy metal degli anni '90". Blind fu il primo disco della band ad aver un relativo impatto sul mainstream ed il video musicale di Vote With A Bullet girò per un po' di tempo su MTV.

### DeliveranceeWiseblood(1993-1998)
Nel 1993 Agell e Swisher lasciarono la band e formarono i Leadfoot, Dean rientrò nella band e Keenan divenne cantante del gruppo. L'anno successivo i COC firmarono con la Columbia Records, e la pubblicazione di Deliverance segnò un definititivo abbandono delle radici hardcore punk e un deciso spostamento verso lo sludge metal, con molte tracce in power chord. L'album entrò nella Billboard Hot 200 al numero 155 e nella classifica Heatseekers al numero 5. La band proseguì nell'esplorazione del nuovo sound nei successivi Wiseblood, che si piazzò al numero 104 della Billboard Hot 200 e America's Volume Dealer, l'album più commerciale della band, con una produzione più pulita e un sound generalmente più melodico. Nel 1994 la traccia Big Problems fu inclusa nella colonna sonora del film Clerks - Commessi.
Deliverance ottenne un buon successo, piazzandosi al numero 18 della classifica Heatseekers. Inoltre il singolo Albatross si piazzò al numero 19 della Mainstream Modern Rock Tracks.
Wiseblood fu pubblicato nell'ottobre 1996. L'album si piazzò al numero 104 della Hot 200 e alla numero due della classifica Heatseekers.

### America's Volume DealereIn the Arms of God(1999-2006)

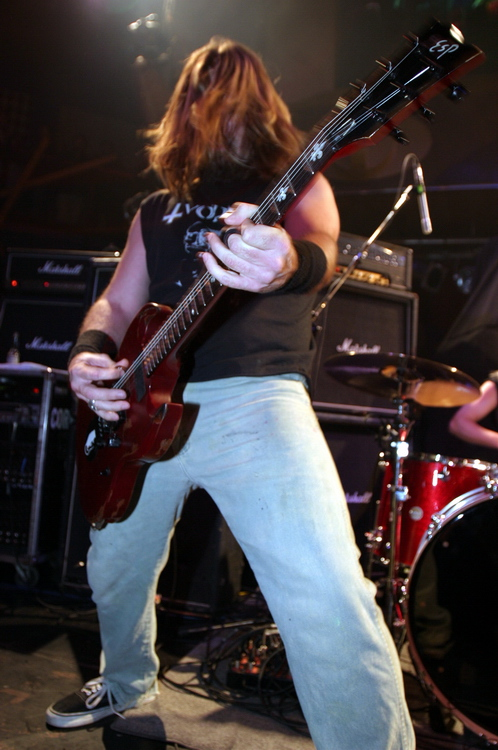
Pepper Keenan live

Poco dopo la pubblicazione di Wiseblood, la Columbia Records e la band si separarono e i COC firmarono con la Sanctuary Records. La band pubblicò nel novembre 2000 il suo primo album con la nuova etichetta, America's Volume Dealer, il cui singolo Congratulations Song si piazzò al numero 24 della Mainstream Modern Rock Tracks. Mullin lasciò la band nel 2001. Da allora la band ha cambiato molti batteristi: Jimmy Bower degli Eyehategod, Merritt Partridge, Stanton Moore dei Galactic e Jason Patterson, ex-Cry of Love.
Nell'aprile 2005 i COC pubblicarono In the Arms of God su Sanctuary Records. L'album presentò in parte un "ritorno alle origini", con una rivisitazione del punk metal delle origini. Il disco fu ben accolto dalla critica e dal pubblico, piazzandosi alla posizione numero 108 della Billboard Hot 200 e al numero 1 della Top Heatseekers. Inoltre fu realizzato un video musicale del singolo Stonebreaker. Il gruppo passò il resto dell'anno a pubblicizzare l'album con tour negli USA e in Canada. Durante questi tour fecero da warm-up per Motörhead e Disturbed e furono headliner insieme a Crowbar, Fu Manchu, Alabama Thunderpussy e Danko Jones. Fu anche programmato un tour europeo per il settembre/ottobre 2005 ma esso fu cancellato in seguito alle devastazioni portate dall'Uragano Katrina a New Orleans, dove Keenan viveva. Tuttavia nel gennaio 2006 la band iniziò un tour nel Regno Unito da headliner insieme ai Clutch.

### Storia recente (2007-oggi)
Dal marzo 2009 Karl Agell e Reed Mullin hanno iniziato un tour con Jerry Barrett, Scott Little e Jason Browning con il nome di COC-Blind, suonando le canzoni di Blind.
Reed Mullin, Mike Dean e Jason Browning sono al momento in tour con una nuova band chiamata Righteous Fool.

### Collaborazioni/side project
I componenti hanno anche collaborato con molti altri artisti: James Hetfield dei Metallica fu voce addizionale nella traccia Man or Ash di Wiseblood, Warren Haynes di Allman Brothers Band e Gov't Mule ha suonato la slide guitar nella traccia Stare Too Long di America's Volume Dealer e Stanton Moore dei Galactic è stato batterista nell'album In The Arms of God.
Inoltre Keenan è chitarrista del supergruppo stoner/sludge metal Down assieme a Phil Anselmo dei Pantera e Dean ha fatto parte del progetto di Dave Grohl PROBOT nel brano Access Babylon.

## Stile e influenze
Il gruppo ha cambiato più volte il proprio stile musicale, passando dal crossover thrash degli inizi al thrash metal e poi allo sludge metal negli anni novanta, in una direzione maggiormente commerciale.
Le influenze principali della band provengono comunque prevalentemente dall'hardcore punk e dal thrash metal: Black Flag, Slayer, Motörhead, Metallica, The Stooges e Black Sabbath. Tra le band influenzate dai COC troviamo invece Crowbar, Eyehategod, Backdraft e Raised Fist.

## Formazione

### Attuale
- Pepper Keenan – voce, chitarra (1989-2006; 2015–present)
- Woody Weatherman – chitarra (1982–presente)
- Mike Dean – basso (1982-1987, 1993–presente)
- John Green – batteria (2020–presente)

### Ex componenti
- Reed Mullin – batteria (1982–2001; 2010-2020; morto nel 2020)
- Eric Eycke – voce (1983-1984)
- Simon Bob Sinister - voce (1984-1989)
- Phil Swisher - basso (1989-1993)
- Karl Agell - voce (1989-1993)
- Jimmy Bower - batteria (2001-2002)
- Merritt Partridge - batteria (2002-2004)
- Stanton Moore - batteria (2004-2005)
- Jason Patterson - batteria (2005-2006)

## Discografia

### Album in studio
- 1984 - Eye for an Eye
- 1985 - Animosity
- 1991 - Blind
- 1994 - Deliverance
- 1996 - Wiseblood
- 2000 - America's Volume Dealer
- 2005 - In the Arms of God
- 2012 - Corrosion of Conformity
- 2014 - IX
- 2018 - No Cross No Crown

### Album live
- 2001 - Live Volume
- 2007 - Corrosion of Conformity - Extended Versions

### EP
- 1987 - Technocracy
- 1989 - Six Songs With Mike Singing

### Video musicali
- 1992 - Vote with a Bullet
- 1992 - Dance of the Dead
- 1994 - Albatross
- 1994 - Clean My Wounds
- 1996 - Drowning in a Daydream
- 2005 - Stonebreaker

### Partecipazioni a compilation
- 1982 - No Core (cassetta, No Core Records)
- 1983 - Why Are We Here? (7", No Core Records, Poison Planet, Indifferent, Too Cool)
- 1985 - Cleanse the Bacteria (LP, Pusmort Records, Kiss of Death)
- 1986 - Thrasher Skate Rock Vol. 3 (LP, Thrasher/High Speed Records, What, Not for Me, Citizen)
- 1986 - Empty Skulls Vol. 2 (LP, Fartblossom Records, Center of the World, Eye for an Eye, Negative Outlook)
- 1986 - Complete Death (LP, Death Records, Loss for Words)
- 1986 - Life is a Joke Vol. 2 (LP, Weird System Records, Eye for an Eye)
- 1987 - Flipside Vinyl Fanzine Vol. 3 (LP, Gasatanka Records, Intervention)
- 1987 - Rat Music for Rat People 3 (LP, CD Presents Records, Bound)
- 1994 - "Clerks" Soundtrack (LP, Columbia Records, Big Problem)
- 1994 - Nativity In Black: A Tribute To Black Sabbath (LP, Columbia Records, Lord of This World)
- 1999 - Duke Nukem: Music To Score By (LP, RED Interactive, Land of the Free Disease)